# Processo Birkeland–Eyde
O Processo Birkeland–Eyde, por vezes designado reacção Birkeland-Eyde, foi um processo industrial de produção de fertilizantes azotados a partir da fixação do azoto atmosférico por sobreaquecimento do ar através de um arco eléctrico. O processo, que imita a oxidação do azoto pelos raios durante as trovoadas, foi um dos primeiros métodos industriais de produção de fertilizantes. Foi desenvolvido em 1903 pelo cientista norueguês Kristian Birkeland, em cooperação com o inventor e industrial Sam Eyde, com base num método que fora demonstrado por Henry Cavendish em 1784.

## Descrição
O processo foi desenvolvido com o objectivo de fixar, por oxidação o azoto molecular (N2) presente no ar atmosférico e produzir ácido nítrico (HNO3), dando origem a um dos vários processos químicos geralmente designados por fixação do azoto. O ácido nítrico resultante era então usado como fonte de nitrato (NO3-) na reacção:
que toma lugar na presença de água ou outro aceitador de protões.
O processo baseia-se na aplicação de um arco eléctrico formado entre dois eléctrodos coaxiais, o qual era comprimido num fino disco de plasma através da aplicação de um forte campo magnético. A temperatura do disco de plasma era mantida acima dos 3 000 °C. Uma corrente de ar era soprada através do arco, o que causava parte do azoto no ar sobreaquecido a reagir com o oxigénio, formando óxido nítrico.
Através de um cuidadoso controlo da energia do arco e da velocidade do ar conseguia-se obter até 4% em volume de óxido nítrico no ar de saída. Contudo, a manutenção do processo é extremamente dispendiosa do ponto de vista energético, da ordem dos 15 MWh/t de ácido nítrico produzido, razão pela qual era utilizava a electricidade produzida numa central especificamente construída para o efeito. A mesma reacção ocorre naturalmente nas trovoadas, produzindo em alguns ecossistemas parte significativa do azoto que sob a forma de nitratos solúveis está neles biodisponível.
N2 + 
O2 → 2 NO
O óxido nítrico é arrefecido, combinado-se com oxigénio atmosférico para produzir dióxido de azoto.
2 NO +
O2 → 2 
NO2
Este dióxido de azoto é então dissolvido em água, dando origem a ácido nítrico. A solução é concentrada através de  distilação fracional.
3
NO2 + 
H2O → 2 
HNO3 + NO
Instalações industriais destinadas a produzir fertilizantes azotados através deste processo foram construídas em Rjukan e Notodden, na Noruega, a que esteve associada a construção de grandes instalações de produção de energia hidroeléctrica.
O processo Birkeland-Eyde é relativamente ineficiente do ponto de vista energético, razão pela qual nas décadas de 1910 e 1920 foi gradualmente substituído por uma combinação do processo Haber com o processo Ostwald. O processo Haber produz amónia (NH3) a partir de gás metano (CH4) e azoto molecular (N2). A amónia do processo Haber é então convertida em ácido nítrico (HNO3) pelo processo Ostwald.